# Centrothele fisher
Centrothele fisher is een spinnensoort uit de familie Lamponidae. De soort komt voor in Queensland.